# Виктор Котелников
Виктор Иванович Котелников (на руски: Виктор Иванович Котельников) е руски офицер, подполковник. Участник в Руско-турската война (1877-1878). Военен министър на Княжество България.

## Биография
Виктор Котелников е роден в Русия. Завършва Военно училище през 1873 г., а през 1877 г. и Николаевската военна академия.
Участва в Руско-турската война (1877-1878) като майор.
В периода 1878-1883 г. работи като офицер за особени поръчки към Военното министерство на Княжество България. През 1883, при второто управление на Драган Цанков, е назначен за управляващ на министерството. През 1885 г. се завръща в Русия.